# Sis dies d'Aguascalientes
Els Sis dies d'Aguascalientes, coneguts també com a Sis dies de Mèxic, era una cursa de ciclisme en pista, de la modalitat de sis dies, que es disputava a Aguascalientes (Mèxic). La seva primera edició data del 2001 i es van celebrar quatre edicions fins al 2007.

## Palmarès
| Any     | Primers                                   | Segons                                | Tercers                               |
| ------- | ----------------------------------------- | ------------------------------------- | ------------------------------------- |
| 2001    | Matthew Gilmore · Scott McGrory           | Giovanni Lombardi · Marco Villa       | Jimmy Hansen · Luis Fernado Macías    |
| 2002    | Giovanni Lombardi · Juan José de la Rosa  | Edgardo Simón · Juan Curuchet         | Luis Fernado Macías · Franco Marvulli |
| 2003-05 | No disputats                              |                                       |                                       |
| 2006    | Luis Fernado Macías · Franco Marvulli     | Juan José de la Rosa · Marco Villa    | Giuseppe Atzeni · Angelo Ciccone      |
| 2007    | Marco Antonio Arriagada · Antonio Cabrera | David Muntaner · Antonio Miguel Parra | Martin Gilbert · Ryan McKenzie        |